# بانايوت بانايوتوف
بانايوت بانايوتوف (بالبلغارية: Панайот Панайотов)‏ مواليد 30 ديسمبر 1930 في صوفيا، كان لاعب كرة قدم بلغاري كان يلعب كمهاجم. سبق له أن لعب في كأس العالم لكرة القدم مع منتخب بلاده. فاز بميدالية أوليمبية في مسابقة كرة القدم.

## المسيرة الاحترافية

### أندية لعب لها
- سسكا صوفيا

## روابط خارجية
- بانايوت بانايوتوف على موقع الاتحاد الدولي (مؤرشف)  (الإنجليزية)
- بانايوت بانايوتوف على موقع ناشيونال فوتبول تيمز (الإنجليزية)
- بانايوت بانايوتوف على موقع عالم كرة القدم.نت (الإنجليزية)
- بانايوت بانايوتوف على موقع أوليمبيديا (الإنجليزية)